# Boerderij bij Duivendrecht (muurschildering)
Boerderij bij Duivendrecht is een artistiek kunstwerk in Duivendrecht, gemeente Ouder-Amstel.
In het begin van de jaren zeventig kreeg Duivendrecht een wijk met flats die overeenkomsten vertonen met de (honingraat-)flats in Amsterdam Zuidoost. Het waren hoogbouwflats met galerijen, die net als de flats in de Bijlmermeer steeds opnieuw aangepast moesten worden aan het gebruik. De flats kregen namen die verwezen naar planeten zoals Saturnus. Een overeenkomst tussen de flats in Duivendrecht en Zuidoost zijn de grote blinde zijgevels. Saturnus is circa dertien verdiepingen hoog, hetgeen aan de Lunastraat een enorme grijze vlek opleverde. Op initiatief van plaatselijk kunstenares Fidessa Docters van Leeuwen werd gekeken of er op die plaats het schilderij Boerderij bij Duivendrecht als muurschildering kon worden aangebracht. Het project werd een samenwerkingsverband tussen Eigen Haard (eigenaar), Ouder-Amstel (gemeente) en De Strakke Hand, een bedrijf dat is gespecialiseerd in het overbrengen van schilderijen en oude muurreclames naar muurschilderingen.
De Boerderij bij Duivendrecht werd in 2020 op een oppervlak van 600 m² aangebracht. Het bedrijf moest voor de enkele ramen die zich in de gevel bevinden een speciale coating ontwikkelen, zodat het schilderij er onverstoord op kon. Ook moest de gehele gevel gereinigd worden. De schildering werd in drie weken door zes schilders op de gevel aangebracht.
Er was voor deze plek een alternatief voor handen, maar een stemming onder de bevolking gaf groen licht voor de afbeelding van deze boerderij.
De schildering werd midden november onthuld door burgemeester Joyce Langenacker wier naam in een apart kader onder schildering werd vermeld. 

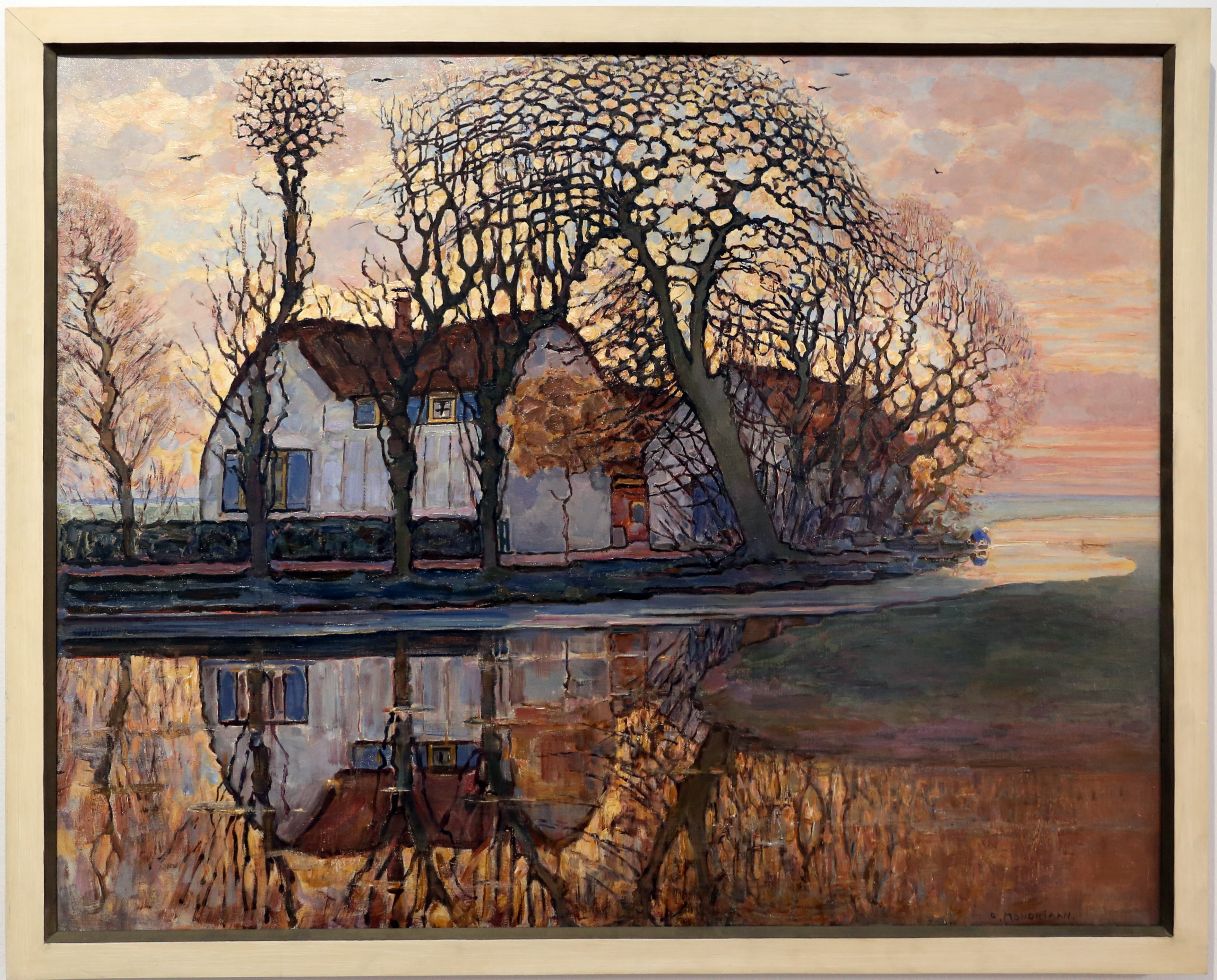
Origineel uit 1916